# Palaina doliolum
Palaina doliolum é uma espécie de gastrópode da família Diplommatinidae.
É endémica de Micronésia.